# Ernetschwil
Ernetschwil foi uma comuna da Suíça, no Cantão São Galo, com cerca de 1311 habitantes. Estendia-se por uma área de 10,26 km², de densidade populacional de 128 hab/km². Confinava com as seguintes comunas: Gommiswald, Kaltbrunn, Sankt Gallenkappel, Uznach, Wattwil. 
A língua oficial nesta comuna era o Alemão.

## História
Em 1 de janeiro de 2013, passou a formar parte da comuna de Gommiswald.